# 五塩化アンチモン
五塩化アンチモン（ごえんかアンチモン）は、化学式が SbCl5 で表される無機化合物である。 

## 合成
融解した塩化アンチモン(III)に塩素ガスを通じて得られる。
{\displaystyle {\ce {SbCl3\ + Cl2 -> SbCl5}}}

## 性質
全く純粋なものは無色であるが、普通はわずかに黄味を帯びている。腐食性が強く、湿った空気中では発煙する。水と激しく反応し、加水分解して塩酸を含む強酸性の水溶液を与えるが、少量は塩化アンチモン(V) のまま溶質となる。塩酸や塩化物イオンを含む溶液に溶けやすく、以下に示す反応によって錯イオンを形成する。
{\displaystyle {\ce {SbCl5\ + Cl^- -> SbCl6^-}}}
常圧のもとで熱すると、140°Cで沸騰を始めるとともに、塩化アンチモン(III) と塩素に分解してしまう。
{\displaystyle {\ce {SbCl5 -> SbCl3\ + Cl2}}}
塩化アンチモン(V) は、他のものに対して塩素を与える性質があり、有機化学において、しばしば塩素化剤として用いられている。